# The Dead-End Alley Band
The Dead-End Alley Band (esp. "La Banda del Callejón Sin Salida") es una banda de rock psicodélico, stoner rock y blues, de Lima, Perú. Formada en 2011 por Javier Kou y Sebastián Sánchez-Botta (este último, hijo de Micky Sánchez, quien fuera vocalista de la agrupación peruana Los Doltons durante la década de 1990), se caracterizan por poseer un sonido añejo que combina la psicodelia pesada y oscura, con el blues y rock and roll, sumado a líricas de contenido abstracto. Cuentan con tres álbumes de estudio distribuidos internacionalmente en distintos formatos y dos giras por Europa en su haber. Actualmente es considerada como "la punta de lanza de las nuevas bandas de psicodelia moderna en Perú".

## Biografía

### Formación
La banda nace como una idea personal entre Javier Kou y Sebastián Sánchez-Botta, durante el verano de 2011, para grabar un disco de versiones de The Doors. Sin embargo, en la búsqueda de estas versiones, el dúo se topa con la misteriosa Phantom Divine Comedy, banda que se creía, era un proyecto secreto de Jim Morrison. El misterio, la oscuridad y la psicodelia que envolvía a esta banda, fue suficiente para que el dúo cambie de planes y se encamine en un nuevo proyecto de psicodelia densa y oscura, con sus añadidos de blues, y un particular sonido añejo, que complementaría, finalmente, su estilo en sus primeros años.

### Whispers of the Night(2012 - 2013)
Tras grabar sus primeros cinco temas durante el verano de 2012, la banda expone sus demos en redes sociales, logrando captar un pequeño número de seguidores, principalmente en Europa, lo que los propulsó a completar el álbum grabando cinco temas adicionales, logrando así su lanzamiento el 8 de diciembre del mismo año en formato digital para libre descarga, y formato CD en un stock limitado para Perú. El sonido antiguo, psicodélico y oscuro del álbum captó la atención de ciertos medios peruanos, con lo que la dupla pudo promocionar el material y llegar a ser fichados por la disquera independiente alemana Nasoni Records, quienes ya habían editado a otras bandas peruanas como Tlön, La Ira de Dios, entre otras. La propuesta de reeditar y relanzar el álbum en formato vinilo llegó el 5 de marzo de 2013, con lo que la dupla volvió a ser noticia en medios peruanos y el 10 de mayo del mismo año, fue lanzado en Europa, considerándose ésta la fecha oficial de lanzamiento, obteniendo muy buenas reseñas por parte de la crítica internacional, y alcanzando la nominación al mejor álbum del 2013, en los Premios Generarock de Perú, ubicándose así entre los cinco mejores álbumes peruanos del año. Para ese mismo año, la banda recluta a quienes serían los integrantes con quienes tocarían sus temas en vivo. En la batería, ingresa Jafer Díaz, dueño del sello independiente Discos Urbanos, quien conoce a la banda en el armado de un compilatorio, y se une finalmente a las líneas. A su vez, se contó con dos guitarras, Leonardo Alva y Rolando 'Delfín' Valle, guitarrista de las bandas Los Rezios y Dios Hastío. Sin embargo, la alineación queda finalmente con Leonardo Alva, debido a lo complejo que resultaba para 'Delfín' mantenerse entre las tres bandas. Con esta alineación, la banda empieza a mostrar su trabajo en vivo.

### Odd Stories(2014)
El 18 de mayo de 2013, la banda inició con las grabaciones para su segunda producción. La primera muestra de los nuevos sonidos se dio en junio con el demo de Blue At Distance. El 6 de marzo de 2014 se dio a conocer el nombre Odd Stories para el álbum. A diferencia del Whispers, para la producción de este álbum, a la dupla Kou - Sánchez-Botta se le suma el líder de La Ira de Dios, Chino Burga, cuyos resultados se develaron con la publicación del segundo single promocional del álbum a finales de mayo del 2014, titulado Devil's Mask, una muestra con aires de garage rock y psicodelia arrebatada que dista de la calma e introspección del álbum anterior. El 20 de setiembre, el álbum fue lanzado en Europa, en formato vinilo, a cargo de Nasoni Records (Berlín) e instantáneamente, trajo consigo muy buenas reseñas por parte de la crítica nacional e internacional. El 20 de octubre, sale al mercado la edición en formato tape, a cargo de Inti Records, siendo el primer lanzamiento oficial de este sello limeño, mientras que el ya asentado sello Tóxiko Records, también de Lima, lanzó el álbum en formato CD, para todo Perú, el día 18 de diciembre, lanzamiento que vino de la mano con el show de presentación del disco. Finalmente, para inicios de 2015, el álbum ya se encontraba en las distintas plataformas de distribución digital, lo que consolidó al Odd Stories, como uno de los pocos álbumes peruanos que ha sido lanzado en cuatro formatos.

### Primera gira europea (2015)
A finales de 2014 y con la consolidación de su performance en vivo, la banda anuncia la que sería su primera gira por Europa. Ésta fue confirmada en octubre de 2015, y bautizada con el nombre de 'Soaked In The Cold' European Tour 2015. Esta gira comprendió 22 días, 10 shows y 5 países: Austria, Italia, Alemania, Holanda y Bélgica. La gira coincidió con el mismo tour europeo que realizaba Chino Burga con su proyecto 3AM, lo que los llevó a compartir escenario en Alemania, Holanda y Bélgica, haciéndose presentes en el festival Yellowstock Winterfest IV, marcando por primera vez la participación de dos bandas del underground peruano en un mismo festival europeo. Asimismo, durante la gira, incluyen la participación del baterista austríaco Walter Jahn, quien se incorporó a la banda para las tres primeras fechas, en las percusiones, e intercambiando roles con Jafer Díaz en la batería, para incluir el cover Snowblind, de la banda inglesa Black Sabbath.

### Storms, cambios en el sonido y la nueva alineación (2017 - 2018)
Previo a la gira, la banda ya había realizado una quincena de maquetas para lo que sería su tercer álbum de estudio. El proceso se retomó al retorno, y fueron ensayando los temas, tanto en estudio, como en vivo, hasta conseguir consolidarlo y grabarlo en los estudios de Zairam Records en Lima, a finales de 2016, para luego liberarlo el 18 de agosto de 2017, siendo el portal español La Habitación 235, el encargado de llevar la primicia.
Desde antes de salir el material, las muestras que daba el disco daban clara idea de que el sonido estaba cambiando a diferencia de sus predecesores, desde las primeras muestras, hasta el lanzamiento del sencillo Headstone Fortress, siendo éste también, el primer videoclip de la banda, y finalmente fue constatado al momento de su lanzamiento oficial, mostrando a la banda mucho más madura, más sólida y afianzada, con un paso agigantado en su nivel sonoro y compositivo. Otro cambio significativo del "Storms" fueron los sellos con los que la banda firmó, siendo el más transcendental, el fin de la era con Nasoni Records y el inicio con el sello alemán Clostridium Records, quienes lanzaron el disco en vinilo el 30 de enero de 2018, mientras que en Perú, los encargados de llevar el material en CD fueron Necio Records e Inti Records. Una sorpresa más fue la firma con Forbidden Place Records de Estados Unidos, quienes lanzaron el Storms en una edición especial en CD para Norteamérica, y finalmente, la adhesión de la banda a las filas del renombrado sello argentino South American Sludge Records. El álbum superó a sus predecesores, teniendo un impacto positivo entre las diversas reseñas peruanas e internacionales, y alcanzó buenas calificaciones y ubicaciones en los rankings locales y extranjeros, llegando a ser nominado para los Premios Luces de Diario El Comercio de Perú, como el mejor álbum del 2017.

Poco después del lanzamiento del álbum, el baterista Jafer Díaz, deja la banda por motivos de trabajo, e ingresa el baterista de la banda Reptil, Renato Aguilar, quien fuera allegado a los integrantes de The Dead-End Alley Band antes de su ingreso. Frente a los resultados de diversas improvisaciones, deciden por acuerdo mutuo, incluir a Aguilar en la nueva alineación, quien aportó a la banda un sonido más potente y que generó mayor aceptación en vivo, y una expectativa positiva sobre los sonidos por venir del grupo.

### Segunda gira europea (2020)
Aunque ya era algo que la banda venía preparando para promocionar su álbum 'Storms', la salida de Jafer Díaz le dio a la banda un período de renovación, de casi un año, tiempo en el que Renato Aguilar se incorporaba. Tras los resultados positivos, la banda anuncia una nueva gira para febrero de 2020, la cual contó con nueve conciertos repartidos en España, Austria, Croacia y Suiza, compartiendo escenario con los austríacos 'Sunstain', durante los shows en Austria y Croacia, y afianzando, una vez más, el nuevo sonido que la banda ya venía mostrando, y que logró cosechar buenos resultados en cada uno de sus conciertos por el Viejo Continente. Fue durante esta gira, en la que la pandemia por el COVID-19 llegó a Europa, hecho que coincidió con los últimos shows, logrando terminar la gira sin dificultades.

### Primer documental
A raíz del aislamiento que luego llegó a Perú, una semana después del regreso de la banda a su país de origen, hubo un período de pausa que se mantiene hasta la fecha, en la que la productora neerlandesa Blacksand Films, desarrolla el primer documental sobre la historia de la banda y su desarrollo hasta la fecha, cerrando con éste una era, y dejando el espacio libre, para el inicio de los sonidos por venir.

## Discografía
LP
- Whispers of the Night - Nasoni Records (Alemania, 2013)
- Odd Stories - Nasoni Records (Alemania, 2014)
- Storms - Clostridium Records (Alemania, 2018)

Compilaciones
- CD - Discos Urbanos Vol. 2 - Whispers of the Night (Perú, 2013)
- CD - Discos Urbanos Vol. 3 - Blue At Distance (Perú, 2013)
- CD - TimeMazine - Whispers of the Night (Grecia, 2014)
- DIGITAL - Summer Solstice Vol. 7 - Devil's Mask (Estados Unidos, 2014)
- CD - Rock de Exportación - Mirrors and Seagulls / Centuries (Perú, 2014)
- DIGITAL - El Nuevo Rock del Perú - Mirrors and Seagulls (Perú, 2014)
- DIGITAL - The Devil Made Me Do It - Half Past Dead (Holanda, 2015)
- CD - Zairam Records 6to Aniversario - Headstone Fortress (Perú, 2016)
- DIGITAL - Peruvian Stoner Vol. I - Headstone Fortress (Live Session) (Perú, 2016)
- DIGITAL - Stoner & Doom Mix Void - Red Woman (Estados Unidos, 2017)
- DIGITAL - Escape To Weird Mountain 3 - Headstone Fortress (Estados Unidos, 2018)
- DIGITAL - Cordillera de Fuego III - Waiting For The Void (Costa Rica, 2018)
- DIGITAL - Doomed & Stoned Latinoamérica Vol. I - Need You (It's Enough) (México, 2018)

CD
- Whispers of the Night - Ice Label Records (Perú, 2012)
- Odd Stories - Tóxiko Records (Perú, 2014)
- Storms - Necio Records / Inti Records (Perú, 2017) / Forbidden Place Records (Estados Unidos, 2018)

Tapes
- Odd Stories - Inti Records (Perú, 2014)

En vivo
- Live in Netherlands - Ice Label Records (Perú, 2016)
- Live in Zürich - Ice Label Records (Perú, 2024)

Inéditas y rarezas
- Unscripted - Ice Label Records (Perú, 2024)
- Something In The Water - Ice Label Records (Perú, 2024)

## Giras
- Soaked In The Cold (European Tour 2015)
- Thunderstorms (European Tour 2020)

## Integrantes
- Javier Kou - Bajo, guitarras y voces
- Sebastián Sánchez-Botta - Voz y órganos
- Leonardo Alva - Guitarras
- Renato Aguilar - Batería

### Antiguos integrantes
- Rolando Valle - Guitarras
- Jaime Díaz - Batería

### Colaboraciones
- Rolando Valle (Integrante de Los Rezios y Dios Hastío) - Guitarras
- Chino Burga (Integrante de La Ira de Dios y 3AM) - Guitarras
- Silvana Tello - Teremín
- Walter Jahn - Percusión / Batería
- Sergio Calbanapon - Vientos
- Noelia Cabrera (Integrante de Kusama y The Underground Parties) - Voces
- Diego Valdivia (Integrante de Cobra y The Underground Parties) - Voces
- Marco Marín- Voces

## Reconocimientos
Tras la salida del Whispers of the Night al mercado internacional, la carrera de la banda comenzó a verse reconocida por los distintos medios peruanos y extranjeros. A pesar de que la banda tuvo pequeños reconocimientos realizados por encuestas web, el primer reconocimiento importante en Perú, llegó a inicios del 2014, en los premios Generarock, siendo nominados en las categorías "Álbum del año", "Mejor performance en vivo" y "Mejor banda experimental". En la gala siguiente, vuelven a ser nominados como "Mejor banda experimental". Con el lanzamiento del tercer disco, la banda alcanza un nuevo nivel de reconocimiento al ser considerada como una de las que logró uno de los mejores álbumes del 2017 para los Premios Luces del Diario El Comercio de Perú.  
| Gala            | Categoría                 | Resultado |
| --------------- | ------------------------- | --------- |
| Generarock 2013 | Álbum del año             | Nominado  |
| Generarock 2013 | Mejor performance en vivo | Nominado  |
| Generarock 2013 | Mejor banda experimental  | Nominado  |

| Gala            | Categoría                | Resultado |
| --------------- | ------------------------ | --------- |
| Generarock 2014 | Mejor banda experimental | Nominado  |

| Gala                              | Categoría     | Resultado |
| --------------------------------- | ------------- | --------- |
| Premios LUCES de El Comercio 2017 | Álbum del año | Nominado  |